# 조선릉라888
조선릉라888(朝鮮綾羅888)은 조선민주주의인민공화국의 무역회사다. 조선인민군의 전액 출자로 실질적으로 국영기업이다. 회사의 이름은 평양 시내의 대동강의 모랫등인 릉라도에 연관되어 붙여진 것으로 보인다. 조선이라는 말을 생략하고 릉라888로 표기되기도 한다.
조선릉라는 조선로동당의 외화 획득 기관으로 여겨지는 39호실의 관할하에 있고 평상시는 주로 김정은 제1위원장으로부터 지시받은 물품의 구입 등을 하고 있는 것으로 보인다.